# Inga edulis

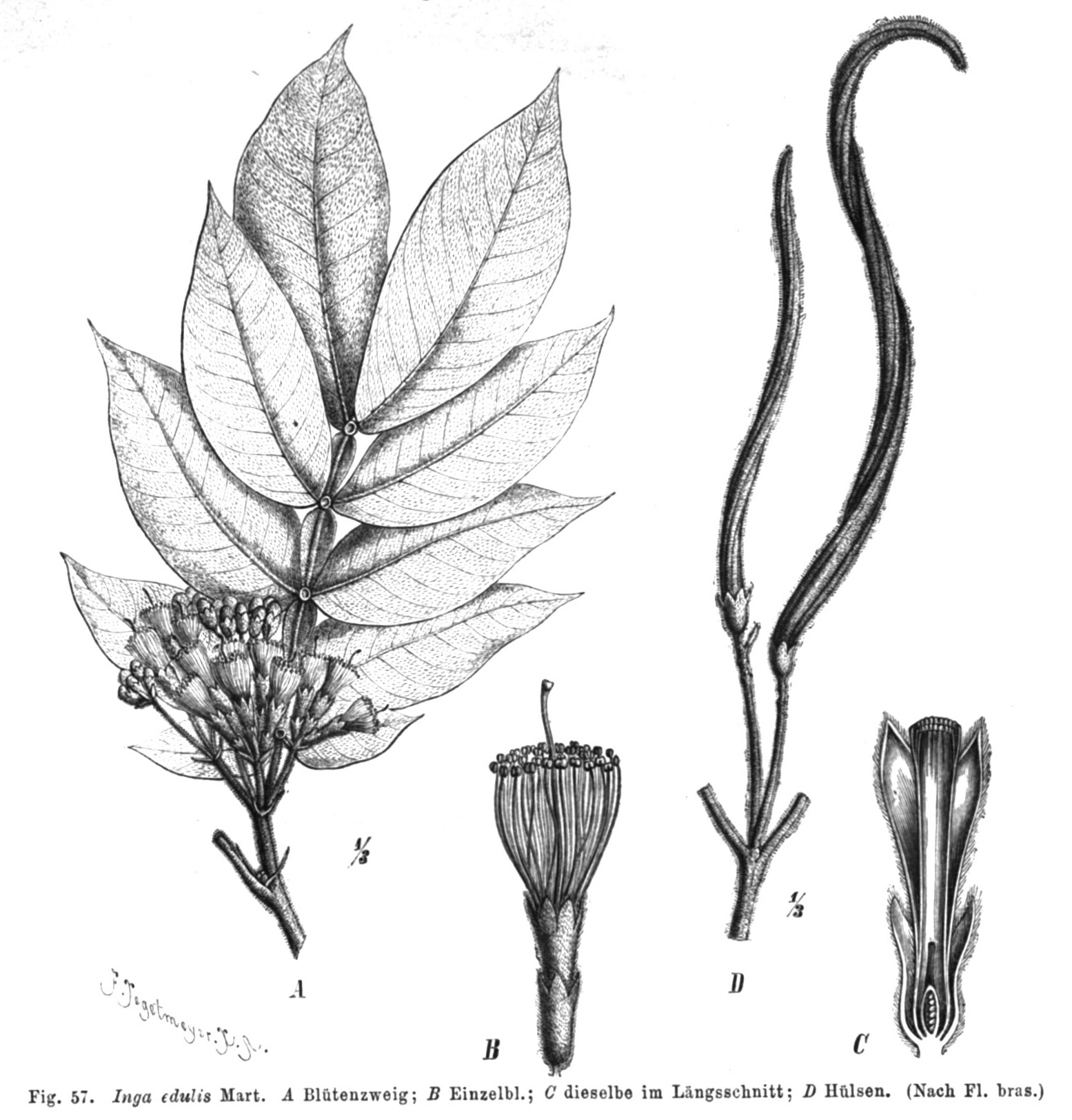
Illustration

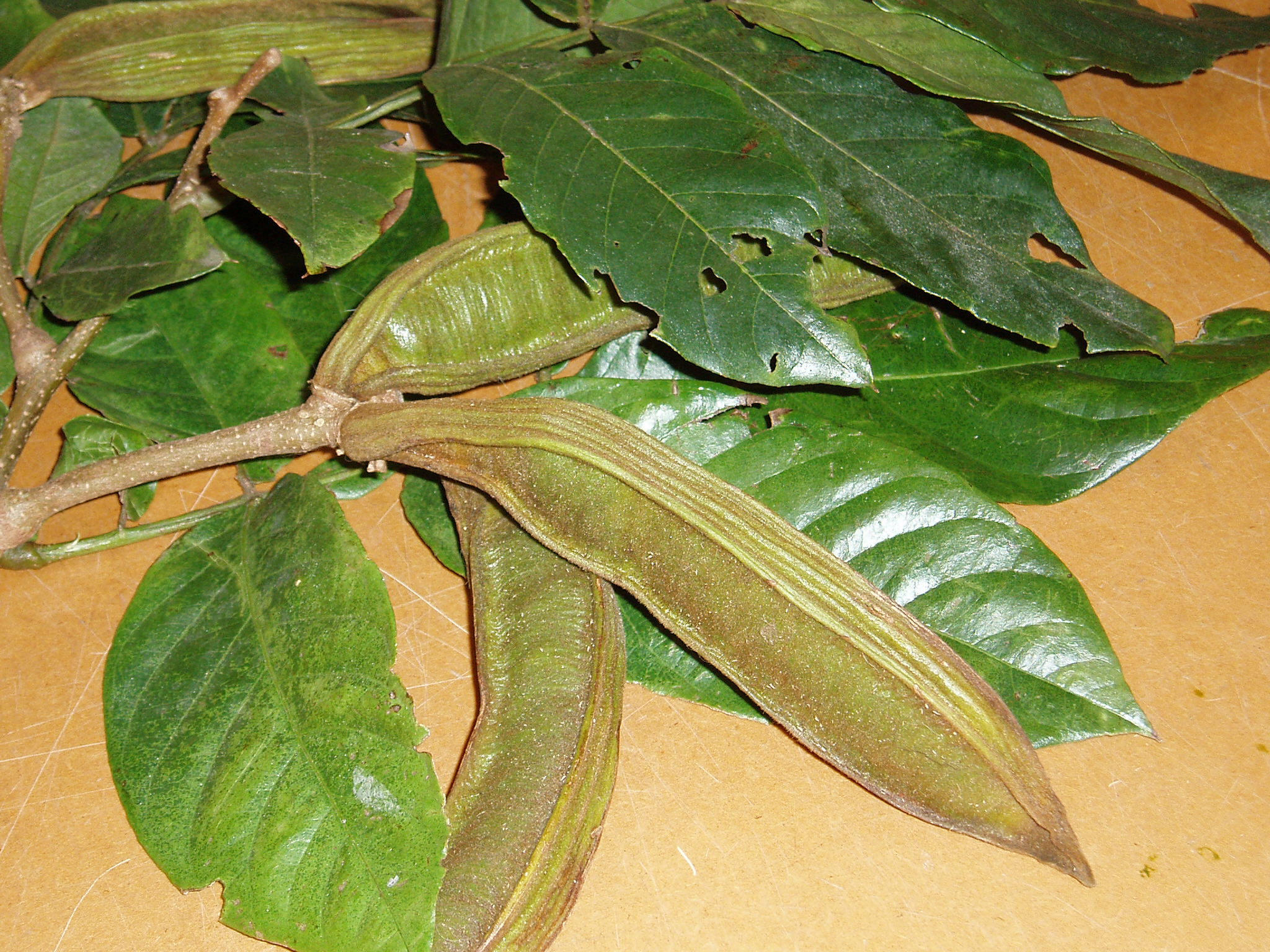
Hülsenfrucht

Inga edulis ist eine Pflanzenart aus der Unterfamilie der Mimosengewächse (Mimosoideae) innerhalb der Familie der Hülsenfrüchtler (Fabaceae). Die ursprünglich neotropische Verbreitung reicht von Mexiko südwärts nach Zentral- und Südamerika. Sie ist in vielen tropischen Ländern ein Neophyt. Synonyme sind Joaquiniquil (Südamerika), cuaniquil (Mexiko), guama, ice-cream bean (englisch).

## Beschreibung
Inga edulis wächst als kleinerer, immergrüner Baum, der Wuchshöhen von bis über 15 Meter erreicht. Die breit ausladende Baumkrone ist reich verzweigt. Der Stammdurchmesser erreicht bis zu 60 Zentimeter. Die relativ glatte Borke ist grau-braun und leicht rau bis schuppig. Der zylindrische Stamm ist meist verdreht und verzweigt sich ab 1 bis 2 Meter über Grund.
Die 10 bis 30 cm langen Laubblätter sind paarig gefiedert und wechselständig. An einer kurz geflügelten Rhachis sind vier bis sechs Paare von Fiederblättchen angeordnet. Die ledrigen, elliptischen bis verkehrt-eiförmigen und ganzrandigen Blättchen sind bis 15 cm lang und bis 8 cm breit. An der Spitze sind sie bespitzt bis zugespitzt. Die Blättchenunterseite ist kurz flaumig behaart. Die kleinen Nebenblätter sind früh abfallend. An der Blattrhachis können Drüsen vorkommen.
An den Enden der Zweige stehen end- oder achselständig von Februar bis Mai die 2 bis 6 cm lang gestielten, doldig-köpfchenförmigen Blütenstände oder die Blüten erscheinen büschelig zu mehreren zusammen. Die mit einer Länge von etwa 5 mm länglich-lanzettlichen Hochblätter fallen beim Aufblühen ab. Die sitzenden, duftenden und zwittrigen, röhrigen, grünlich-weißen Blüten sind zygomorph mit doppelter Blütenhülle. Die flaumig behaarten, röhrig verwachsenen Kelchblätter sind gestreift und 5 bis 8 mm lang. Die röhrig verwachsenen und seidig behaarten Kronblätter sind 14 bis 20 mm lang. Es sind viele lange, im unteren Teil röhrig verwachsene Staubblätter vorhanden. Der Fruchtknoten ist oberständig mit einem langen Griffel.
Die mit einer Länge von bis zu 0,5–2 m und einem Durchmesser von 2 bis 4 cm sehr lange und manchmal verdrehte, vierkantige, leicht behaarte, nicht öffnende sowie bespitzte, seitlich abgeflachte Hülsenfrucht besitzt stark verdickte, gefurchte Ränder. Eine weiße Pulpe umgibt die Samen. Die Früchte reifen mehrere Monate nach der Befruchtung.
Die Chromosomenzahl beträgt 2n = 26.

## Systematik
Die Erstveröffentlichung des Namens Inga edulis erfolgte 1837 durch Carl Friedrich Philipp von Martius in Flora, 20 (2), Beibl., S. 113–114. Synonyme für Inga edulis Mart. sind: Feuilleea edulis (Mart.) Kuntze, Inga benthamiana Meissner, Inga scabriuscula Benth., Inga vera sensu Brenan, Inga vera Kunth, Inga ynga (Vell.) J.W.Moore, Mimosa ynga Vell.

## Nutzung und Volksmedizin
Inga edulis werden in tropischen Gebieten angepflanzt. Die Pulpe wird direkt aus den Hülsenfrüchten heraus gegessen oder es wird zu süßen Nachspeisen verarbeitet. In Zentral- und Südamerika werden in Kakao-, Kaffee-, Tee- und Vanille-Plantagen Inga-edulis-Bäume als Schattenbäume angepflanzt. Besonders in niedrigen Höhenlagen sind sie in Parks und Alleen zu finden. Sie verbessern die Bodenqualität und verhindern Erosion. Kolumbianische indigene Völker brauen ein alkoholisches Getränk, „cachiri“ genannt, aus dem Arillus. Die Hälfte der Choco-Indianer in Panama kultivieren Inga edulis in der Nähe ihrer Häuser.
Fast alle kolumbianischen Inga-Arten werden in der Volksmedizin eingesetzt.